# Пустовський (Калузька область)
Пустовський (рос. Пустовский) — селище в Спас-Деменському районі Калузької області Російської Федерації.
Населення становить 4 особи. Входить до складу муніципального утворення Село Чипляєво.

## Історія
Від 2004 року входить до складу муніципального утворення Село Чипляєво

## Населення
| 2002 | 2007 | 2010 |
| ---- | ---- | ---- |
| 5    | →5   | ↘4   |